# Maladera nitidiceps
Maladera nitidiceps är en skalbaggsart som beskrevs av Shuhei Nomura 1967. Maladera nitidiceps ingår i släktet Maladera och familjen Melolonthidae. Inga underarter finns listade i Catalogue of Life.